# Средиземноморские игры 1955
II Средиземноморские игры проводились в Барселоне с 16 июля по 25 июля 1955 года. Соревнования проходили по 19 видам спорта.

## Основные события
Официальное открытие игр прошло 16 июля 1955 года в Барселоне. Игры открыл Председатель правительства Испании Франсиско Франко.
В играх приняли участие 1135 спортсменов — все мужчины из 9 стран.
В медальном зачёте первое место заняли спортсмены из Франции, завоевав 99 медалей, из которых 39 золотых, 29 серебряных и 31 бронзовых.

## Виды спорта
Соревнования прошли ещё по 19 видам спорта:

| - Академическая гребля - Баскетбол - Бокс - Борьба - Велогонки | - Водное поло - Гимнастика - Катание на роликовых коньках - Конный спорт - Лёгкая атлетика | - Парусный спорт - Плавание - Прыжки в воду - Регби - Стрельба | - Тяжёлая атлетика - Фехтование - Футбол - Хоккей на траве |

## Медальный зачёт
Из 9 стран, участвовавших в Играх, медали завоевали спортсмены из 8 государств. Монако осталось без медалей.
| Место | Страна  | Золото | Серебро | Бронза | Всего |
| ----- | ------- | ------ | ------- | ------ | ----- |
| 1     | Франция | 39     | 29      | 31     | 99    |
| 2     | Италия  | 32     | 27      | 22     | 81    |
| 3     | Испания | 12     | 15      | 18     | 45    |
| 4     | Египет  | 9      | 20      | 17     | 46    |
| 5     | Турция  | 8      | 3       | 3      | 14    |
| 6     | Греция  | 1      | 7       | 8      | 16    |
| 7     | Ливан   | 1      | 1       | 4      | 6     |
| 8     | Сирия   | 0      | 0       | 1      | 1     |
| Всего | Всего   | 102    | 102     | 104    | 308   |